# 2517-es mellékút (Magyarország)
A 2517-es számú mellékút egy bő 20 kilométeres hosszúságú, négy számjegyű mellékút Borsod-Abaúj-Zemplén vármegyében, a Bükkben. Végponti végén nem csatlakozik közúthoz.

## Nyomvonala
A 26-os főútból ágazik ki, annak 15+100-as kilométerszelvénye közelében, Sajószentpéter belterületén, délnyugat felé, Vörösmarty út néven. 2,3 kilométer megtétele után tér át Sajókápolna területére; a település lakott területének nyugati szélén halad el, ahol a 3. kilométerénél kiágazik belőle a 25 131-es út. A 3+900-as kilométerszelvény közelében átlép Sajólászlófalva területére, a lakott területnek szintén csak az északnyugati szélét súrolja; a 4+300-as kilométerszelvényénél ágazik ki belőle a 25 132-es út.
Radostyán a következő érintett település, ahol előbb északnyugat felé ágazik ki – az 5+450-as kilométerszelvénynél – a Kondóra tartó 25 133-as út, majd a település lakott területén, 6+150 kilométernél, délkeleti irányban a község központját feltáró 25 134-es út. Hetedik kilométere előtt lép át az út a Radostyánnal teljesen egybeépült Parasznyára, ott ágazik ki, körülbelül a 8+100-as kilométerénél a 25 135-ös út.
10,5 kilométer után visszakanyarodik Radostyán külterületére, ott halad a 13. kilométerig, majd átlép Miskolcra. Lyukóbánya az első útjába eső városrész, majd Császárhegy és Lyukóvölgy városrészek következnek. Kilométer-számozása Szarkahegy településrészen ér véget, az országos közutak térképes nyilvántartását szolgáló kira.gov.hu adatbázisa szerint 20,770 kilométernél; onnan önkormányzati úttá alakulva folytatódik a borsodi vármegyeszékhely egyik főútjának számító Andrássy utcáig.